# Порк, Август Петрович
Август Петрович Порк (эст. August Pork; 1917—2002) — бывший руководитель КГБ в ЭССР, почетный сотрудник госбезопасности, генерал-майор.

## Биография
Родился в 1917 году в г. Тверь.
В 1933 году, окончив школу ФЗУ, поступил работать электромонтером на Тверской вагоностроительный завод. Одновременно подрабатывал рабкором заводской газеты. Был замечен и назначен редактором заводского радиовещания..
В 1936 г. (в возрасте 19 лет) был назначен редактором Тверской заводской газеты и заместителем директора клуба в Осташкове. В 1939 г. стал заведующим художественного управления областной газеты «Пролетарская правда» в г. Калинине.
В 1940 г. призван в ряды Красной Армии, назначен инструктором-литератором газеты 22-го Эстонского территориального стрелкового корпуса, образованного на базе бывшей эстонской армии. В этом качестве застал начало Великой Отечественной войны.
В 1941—1942 гг. был военным корреспондентом и спецкором корпусных и армейских газетах на Ленинградском и Волховском фронтах. Затем, вплоть до 1943 г., был помощником начальника штаба полка на Калининском фронте.
С 1943 по 1946 г. служил старшим инструктором политотдела дивизии в Эстонском стрелковом корпусе, воевал под Великими Луками, освобождал территорию Эстонии и Латвии.
После окончания войны работал в Таллине заведующим отделом республиканской газеты, затем, с 1946 г. — заведующим сектором печати ЦК Компартии Эстонии.
В 1948 г. А. Порк начал службу в органах госбезопасности, поступив в Высшую школу МГБ СССР в Москве. Окончил её два года спустя, в 1952 г. В Эстонию прибыл начальником уездного МГБ. Позднее был начальником управления милиции республики.
В 1959—1961 гг. — министр внутренних дел Эстонской ССР.
В 1961 г. был утвержден в должности председателя Комитета Государственной безопасности при Совете Министров Эстонской ССР (до него КГБ возглавлял И. П. Карпов). На этой должности находился более 20 лет, вплоть до 1982 г. Возглавляя местный КГБ, участвовал в разоблачении и выявлении вражеской агентуры на территории Эстонии, был организатором различных спецопераций по выявлению эстонской резидентуры иностранных разведок, действовал в правительственной комиссии по реабилитации незаконно сосланных в отдельные районы страны.
Генерал КГБ Филипп Бобков свидетельствовал: «В середине 70-х годов в Политбюро ЦК КПСС были доложены выводы социологического исследования, проводившегося в Эстонии… о серьёзных трещинах в межнациональных отношениях, о росте в республике сепаратистских тенденций… материалы были направлены в ЦК Компартии Эстонии для принятия мер. И приняли — сняли с работы опытного чекиста, военного журналиста, председателя КГБ Эстонии Августа Петровича Порка, принципиального человека».
В должности председателя КГБ ЭССР его сменил К. Кортелайнен.
С 1963 г. избирался депутатом в Верховный Совет Эстонской ССР, в 1979 г. — в Верховный Совет СССР.
С распадом СССР переехал в Москву, где и умер. Его двое сыновей-близнецов — российские предприниматели, имеющие также эстонское гражданство.

## Награды
- Почетный сотрудник госбезопасности
- Орден Ленина
- орден Красного Знамени (дважды)
- Орден Отечественной войны 1-й степени
- орден Трудового Красного Знамени (дважды)
- Орден Красной Звезды
- 2 медали «За боевые заслуги»